# Cybergrind
Cybergrind (a veces llamado electrogrind o e-grind) es un subgénero del cyber metal que combina  los elementos del grindcore con la música electrónica y el metal Industrial con el sonido importante del hardcore punk.

## Historia
En un inicio el Cybergrind no era más que una corriente pequeña entre bandas underground de grindcore y hardcore punk  pero en el año 2005, por medio de la red social myspace surgió la banda We Came with Broken Teeth quienes el mismo año lanzaron su álbum debut "Sweet, Sweet Rock!" com el Cybergrind como este subegénero que influenciando a nuevas bandas que se dedicarían al mismo tales como Iamerror, I Shot the Dog Hunt Dog, Preschool Tea Party Massacre, The Berzerker, Hanni Kohl. El género ganó gran popularidad entre la segunda mitad de los años 2000, principalmente gracias al trabajo de We Came with Broken Teeth

## Características
Cybergrind se caracteriza por tener la dureza y el sonido caótico del grindcore y hard  implementando el uso de teclados y samplers añadiendo un timbre más oscuro, progresivo o incluso a veces gracioso a las canciones de este género.
Los riffs se caracterizan por ser brutales y por tener un muy alto grado de distorsión y asimismo son más técnicos y progresivos que los del grindcore
- Datos: Q3008180